# ルーカス・ピレス・シウヴァ
ルーカス・ピレス・シウヴァ（Lucas Pires Silva、2001年3月24日 - ）は、ブラジル・サンパウロ出身のサッカー選手。バーンリーFC所属。ポジションはディフェンダー。

## 経歴
SCコリンチャンス・パウリスタの下部組織を経て、2021年7月24日に3年契約でサントスFCへ移籍し、リザーブチームにあたるU-23へ登録された。翌年の1月31日、トップチーム昇格が決定すると、同年2月2日に行われたサンパウロ州選手権の古巣コリンチャンス戦でプロデビューを果たした。
2023年7月25日、ラ・リーガのカディスCFへ2023-24シーズンはレンタル移籍することが決定した。
2024年7月3日、バーンリーFCに移籍した。